# Stok narciarski w Przemyślu

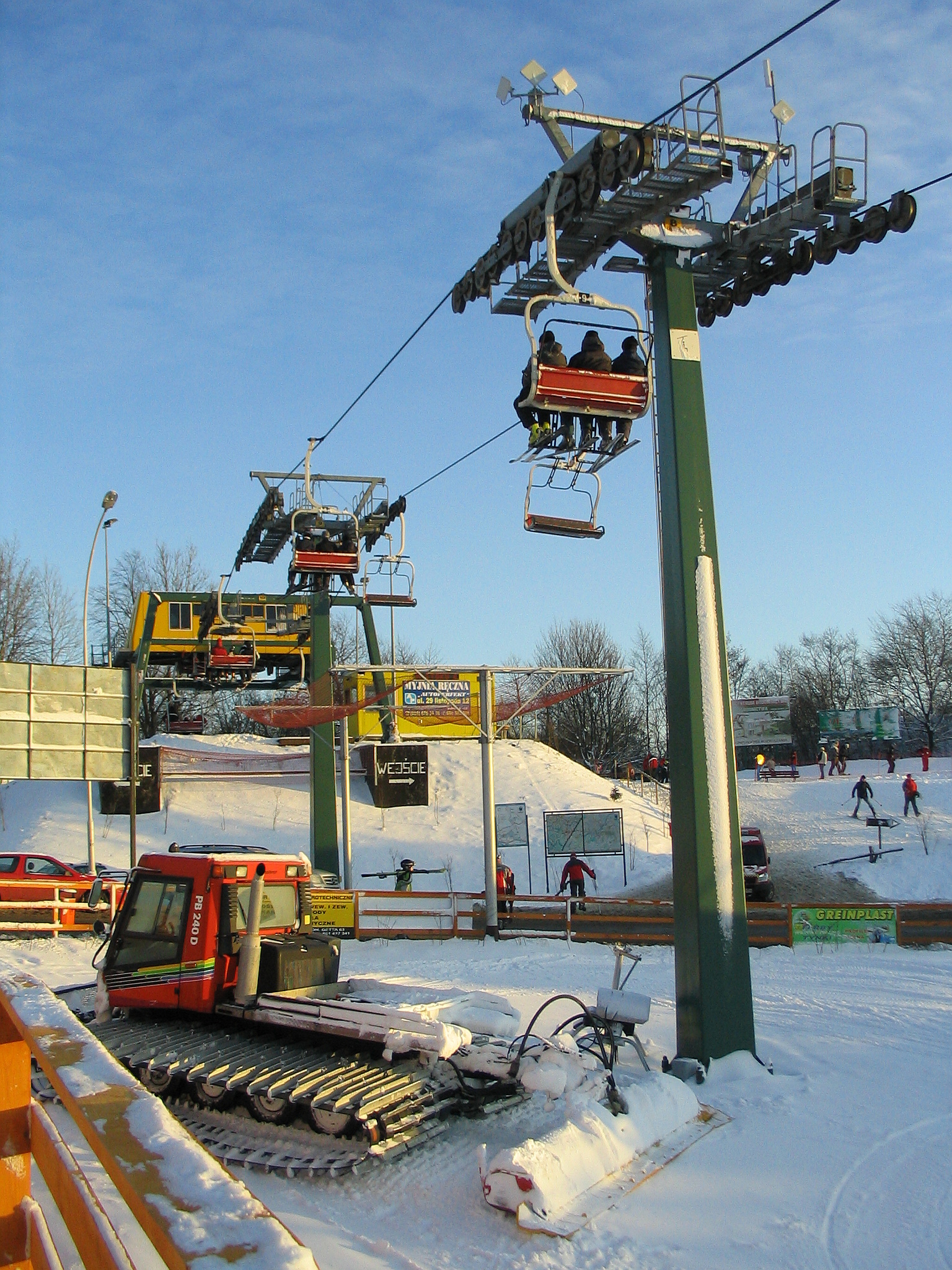
Górna stacja

Stok Narciarski w Przemyślu – centrum narciarsko-snowboardowe znajdujące się w Przemyślu, należące do Przemyskiego Ośrodka Sportu i Rekreacji. 
Stok zbudowany został blisko centrum miasta na północno-zachodnim zboczu góry Zniesienie i sąsiaduje bezpośrednio z zalesionym parkiem miejskim. Jego budowa rozpoczęła się w lutym 2005 roku, a pierwsze trasy narciarskie zostały oddane do użytku przed sezonem zimowym 2005/2006.
Infrastruktura:
- trzy sztucznie naśnieżane, ratrakowane i oświetlone trasy narciarskie (nr 1, 2 i 3) o łącznej długości ok. 1200 m i różnicy poziomów 110 m
- dwie kolejki krzesełkowe (KL 1 – dolna 2 osobowa i KL 2 – górna 3 osobowa)
- ośla łączka z wyciągiem orczykowym
- całoroczny tor saneczkowy
- rowerowa trasa zjazdowa MTB Downhill
- szkoła narciarska
- wypożyczalnia i serwis sprzętu
- bar
- parking przy ul. Sanocki